# 石川県道256号長浦小牧線
石川県道256号長浦小牧線（いしかわけんどう256ごう ながうらおまきせん）とは、石川県七尾市にある一般県道（石川県道）である。

## 概要
- 起点：石川県七尾市中島町長浦子23番1地先
- 終点：石川県七尾市中島町小牧レ85番1地先（＝国道249号交点）

石川県道255号長浦中島線とともに、七尾市中島地区の東部の半島部を、七尾湾に沿っている。起点のある中島町長浦は、中能登農道橋（ツインブリッジのと）直下の集落であり、猿島を挟んで、能登島の七尾市能登島通町を間近に臨むことができる。当県道の起点部にある地点からはかつて高毛の渡し（たかものわたし）と呼ばれる渡船があって、対岸の能登島通町とを結んでいた。中島町長浦では、中島町深浦の集落内ではすれ違いが困難な箇所が存在しているが、ほぼ全区間2車線（片側1車線）で整備されている。

## 歴史
- 1960年（昭和35年）10月15日：路線認定。

## 接続道路
- 石川県道255号長浦中島線（七尾市中島町長浦）
- 国道249号（七尾市中島町小牧：終点）